# Ulrich W. Sahm

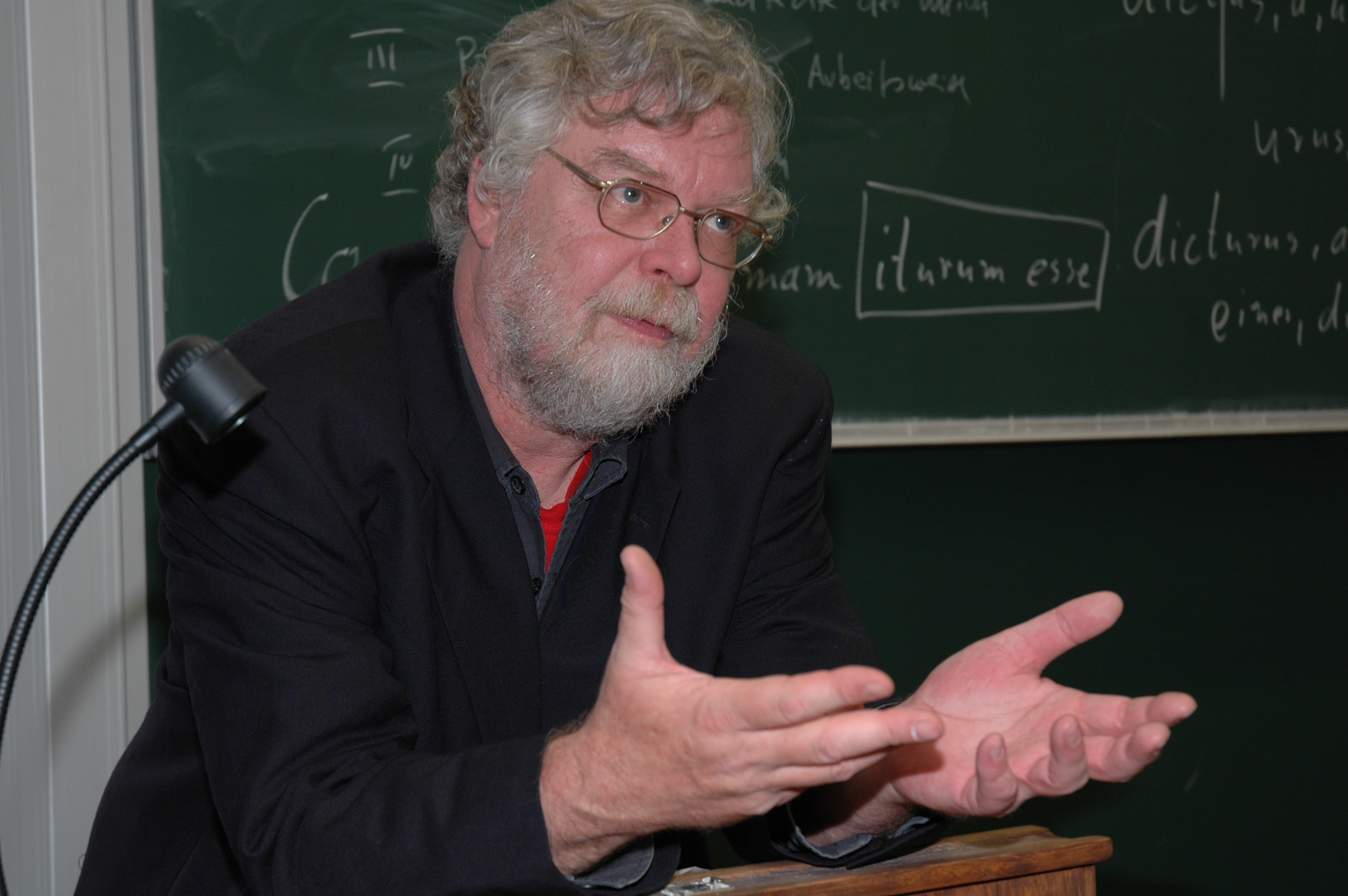
Ulrich W. Sahm, 2009

Ulrich Wilhelm Hermann Heinrich Sahm (* 21. April 1950 in Bonn; † 7. Februar 2024 in Bremen) war ein deutscher Journalist und Sachbuchautor. Von 1975 bis 2022 arbeitete er als Nahost-Korrespondent in Jerusalem für verschiedene deutsche Medien.

## Leben
Ulrich Wilhelm Sahm wurde 1950 als Sohn des Juristen und späteren Diplomaten Heinz Ulrich Sahm geboren. Er hatte sechs Geschwister und wuchs in London und Paris auf. Weitere Stationen der Familie waren Moskau und Ankara. Später kam seine Familie nach Deutschland zurück und 1968 machte Sahm sein Abitur in Heppenheim an der Odenwaldschule.
Er studierte Evangelische Theologie, Judaistik und Linguistik in Bonn, Köln und an der Kirchlichen Hochschule in Wuppertal sowie Moderne hebräische Literatur an der Hebräischen Universität in Jerusalem.
Ab 1971 veröffentlichte Sahm wissenschaftliche und feuilletonistische Beiträge in israelischen Zeitungen und deutschen Zeitschriften.
Ab 1975 lebte Sahm in Jerusalem und schrieb als freiberuflicher Korrespondent für verschiedene Medien wie die Tribüne, das Börsenblatt für den deutschen Buchhandel, die Hannoversche Allgemeine, die Mainzer Allgemeine, den Weserkurier, den Tagesspiegel, den Evangelischen Pressedienst, N-tv und die Katholische Nachrichten-Agentur. Später arbeitete er als Nahost-Korrespondent für Israelnetz sowie für die Austria Presse Agentur. Sahm schrieb auch für Honestly Concerned e. V. und bis 2017 als Gastautor für die Die Achse des Guten. Zuletzt berichtete er noch sporadisch für Radio 1 (Schweiz), die Schweizer Nachrichtenseite „Audiatur“ und das domradio in Köln über das Geschehen in Israel und war auch Autor der Wochenzeitung Jüdische Allgemeine.
Seine Tochter wurde bei einem Terroranschlag in Israel schwer verletzt.
2022 zog er zurück nach Deutschland und ließ sich in Bremen nieder, wo er im Alter von 73 Jahren starb.

## Positionen
Laut Yonatan Shay in einem im Interview mit Saham im April 2023 in Auditur Online „war Sahm bekannt für einen Schreib- und Berichterstattungsstil, der Solidarität mit Israel zum Ausdruck brachte“. Nach eigener Aussage wollte Sahm „die israelische Sicht“ darstellen, „die der Grossteil der deutschen Presse nicht darstellen wollte oder konnte“. In Deutschland dominiere die politische Meinung, so Sahm, „dass wir Deutsche allein zu den armen ‚Palästinensern‘ stehen sollten, die von den Israelis angeblich unterdrückt werden […] Leider haben sich viele Deutsche das ‚palästinensische‘ Propaganda-Narrativ zu eigen gemacht, und es gibt zudem einige Israelis, die in die gleiche Kerbe schlagen und diese ‚Israelkritik‘ auf diversen Bühnen in Deutschland weiterverbreiten, wie etwa Professor Ilan Pape, Moshe Zimmermann und Avi Primor.“ Anlässlich der von Sahm begrüßten Ernennung von Ron Prosor zum designierten israelischen Botschafter in Deutschland nannte er dessen damals noch mehrere Monate amtierenden Vorgänger Jeremy Issacharoff im Januar 2022 in der Jüdischen Rundschau „linker Total-Ausfall und Merkel-Unterstützer“.

## Veröffentlichungen
- Alltag im Gelobten Land. Vandenhoeck & Ruprecht, Göttingen 2010, ISBN 978-3-525-58014-1.
- Wundersa(h)mes aus Jerusalem. Rezepte und Wissenswertes der israelischen Küche, gewürzt mit ein paar Erinnerungen. Edition Fisch, Rossau 2011, ISBN 978-3-9815429-2-9.
- Vom Brot allein. Jerusalem – Kreuzung von Symbolen. Mit Fotos von Varda Polak-Sahm. Rafael-Verlag, Jerusalem 2000, ISBN 965-555-024-9.
- Jerusalem und die Heiligen Stätten. Mit Itamar Grinberg. Bucher, München 2000, ISBN 3-7658-1249-8.

Beiträge
- Zwischen Schuld und »Normalität«. In: Gisela Dachs (Hrsg.): Deutsche, Israelis und Palästinenser. Ein schwieriges Verhältnis. Palmyra Verlag, 1999, ISBN 3-930378-25-6, S. 73–90.
- Latente Juden und latente Antisemiten. Die „Antisemitismusdebatte“ im n-tv Forum. In: Nea Weissberg-Bob (Hrsg.): Was ich den Juden schon immer mal sagen wollte… Lichtig Verlag, 2002, ISBN 3-929905-16-7, S. 198–207.
- Das moderne Jerusalem. In: Chaim Noll (Hrsg.): Offene Fragen. 70 Jahre PEN-Zentrum deutschsprachiger Autoren im Ausland. Synchron-Verlag, Heidelberg 2005, ISBN 3-935025-77-7, S. 2011–2016.
- Deutsche Medien und der Nahostkonflikt. In: Klaus Faber, Julius H. Schoeps, Sacha Stawski (Hrsg.): Neu-alter Judenhass. Verlag Berlin-Brandenburg, 2006, ISBN 3-86650-163-3, S. 127–138.